# کاوینگتون، کمبریج‌شر
کاوینگتون (به انگلیسی: Covington) یک روستا و محله مدنی در بریتانیا است که در هانتینگدونشر واقع شده‌است.